# Loop 7-kaime no Akuyaku Reijō wa, Moto Tekikoku de Jiyū Kimama na Hanayome Seikatsu wo Mankitsu Suru
Loop 7-kaime no Akuyaku Reijō wa, Moto Tekikoku de Jiyū Kimama na Hanayome Seikatsu wo Mankitsu Suru (ループ7回目の悪役令嬢は、元敵国で自由気ままな花嫁生活を満喫する lit. En el séptimo bucle, la villana disfruta de una vida libre y sin preocupaciones como novia en un antiguo país enemigo.?), también conocida como 7th Time Loop: The Villainess Enjoys a Carefree Life Married to Her Worst Enemy! o simplemente 7th Time Loop en inglés, es una serie de novelas ligeras japonesas escritas por Touko Amekawa. La serie se originó en el sitio web Shōsetsuka ni Narō en febrero de 2020, antes de ser publicada impresa con ilustraciones de Wan Hachipisu por Overlap a partir de octubre de 2020. En diciembre de 2023, se han publicado seis volúmenes.
Una adaptación a manga con ilustraciones de Hinoki Kino comenzó a serializarse en el sitio web Comic Gardo en diciembre de 2020. En febrero de 2024, los capítulos individuales de la serie se han recopilado en seis volúmenes. Una adaptación de la serie de televisión de anime producida por Studio Kai y Hornets se estrenó en enero de 2024.

## Sinopsis
A Rishe Weitzner le han anulado su compromiso con el príncipe heredero, pero esta es la séptima vez que sucede; está atrapada en un bucle temporal, donde no importa el trabajo que acepte o su ubicación, siempre termina muerta a los 20 años, cinco años después de la anulación. Esta vez llama la atención del Príncipe Arnold del vecino Reino de Hyne, que fue fuente de una guerra mundial, pestilencia, agotamiento de recursos e incluso asesinato directo en todos sus bucles anteriores.
Rishe acepta su propuesta de matrimonio con la condición de que no tenga que realizar deberes reales y se queda holgazaneando; también ayuda a Arnold, ya que cumple con la petición de su padre de tomar "técnicamente" a una prometida/rehén extranjera. Sin embargo, pronto comienza a usar todas sus habilidades de vidas pasadas para ayudar a la gente del Reino de Hyne y ve que Arnold no es la misma persona fría que en su sexto ciclo; haciendo que Rishe se preguntara qué hizo que el corazón de Arnold se enfriara.

## Personajes

### Principales
Rishe Irmgard Weitzner (リーシェ・イルムガルド・ヴェルツナー?)
 Seiyū: Ikumi Hasegawa
Era un peón político de sus padres, quienes la repudiaron cuando se anuló el compromiso. Sin embargo, Rishe encontró confianza en sí misma gracias a sus diversos trabajos en múltiples bucles; siendo comerciante, herbolaria, erudita, doncella, cazadora y caballero. Exasperada porque sus esfuerzos por vivir una buena vida resultan inútiles por las acciones del Reino de Hyne, Rishe decide aprovechar la propuesta de Arnold para tener una vida relajada.
Arnold Hein (アルノルト・ハイン?)
 Seiyū: Nobunaga Shimazaki
Príncipe heredero del Reino de Galkhein. En el sexto ciclo, Rishe fue asesinada por él mientras se hacía pasar por un caballero. A diferencia de esa interacción, la versión del séptimo bucle es amable pero solemne. Se interesa por Rishe por su destreza como caballero y otras habilidades; encontrándola de manera interesante.

### Reino Galkhein
Theodore August Hein (テオドール・オーギュスト・ハイン?)
 Seiyū: Mariya Ise
El hermano menor de Arnold. Ve a Arnold como un monstruo por su crueldad y trata de ayudar a Rishe a escapar; sin comprender sus situaciones.
Oliver Laurents Friedheim (オリヴァー・ラウレンツ・フリートハイム?)
 Seiyū: Shun'ichi Toki
Asistente personal de Arnold.
Kaine Tully (ケイン・タリー?)
 Seiyū: Shinnosuke Tachibana
Michel Evan (ミシェル・エヴァン?)
 Seiyū: Daisuke Ono

### Reino de Hyne
Dietrich
 Seiyū: Nobuhiko Okamoto
El príncipe con quien Rishe estaba comprometida en cada bucle temporal. Después de que se difunden mentiras sobre Rishe, él anula su compromiso. Es narcisista y lleno de sí mismo, por lo que fue un shock que Rishe le regañe en el bucle actual; además de que su amable padre le pide humildemente a Rishe que se casara con Arnold para garantizar la paz con el Reino de Hyne.
Marie
 Seiyū: Yui Kondō
La nueva prometida del príncipe Dietrich que inventó las mentiras sobre Rishe. Sin embargo, lo hizo para poder casarse con el príncipe por el bien de su familia. Rishe le informa que es consciente de la situación y no se enoja con ella, y le dice a Marie que encuentre la felicidad por sí misma.

## Contenido de la obra

### Novelas ligeras
La novela fue escrita por Touko Amekawa, la serie comenzó a publicarse en el sitio web de publicación de novelas Shōsetsuka ni Narō el 7 de febrero de 2020. Posteriormente, la serie fue adquirida por Overlap, quien comenzó a publicar la serie impresa con ilustraciones de Wan Hachipisu el 25 de octubre de 2020. de diciembre de 2023 se han publicado seis volúmenes.
En octubre de 2021, Seven Seas Entertainment anunció que obtuvo la licencia de la serie para su publicación en inglés.
| Volúmenes de novelas ligeras publicadas | Volúmenes de novelas ligeras publicadas | Volúmenes de novelas ligeras publicadas |
| Número                                  | Fecha de lanzamiento                    | ISBN                                    |
| --------------------------------------- | --------------------------------------- | --------------------------------------- |
| 1                                       | 25 de octubre de 2020                   | ISBN 978-4-8655-4767-2                  |
| 2                                       | 25 de febrero de 2021                   | ISBN 978-4-8655-4852-5                  |
| 3                                       | 25 de junio de 2021                     | ISBN 978-4-8655-4944-7                  |
| 4                                       | 25 de noviembre de 2021                 | ISBN 978-4-8240-0029-3                  |
| 5                                       | 25 de agosto de 2023                    | ISBN 978-4-8240-0029-3                  |
| 6                                       | 25 de diciembre de 2023                 | ISBN 978-4-8240-0690-5                  |

### Manga
Una adaptación a manga, ilustrada por Hinoki Kino, comenzó a serializarse en el sitio web Comic Gardo el 5 de diciembre de 2020. A partir de febrero de 2024, los capítulos individuales de la serie se han recopilado en seis volúmenes de tankōbon.
En diciembre de 2021, Seven Seas Entertainment anunció que obtuvo la licencia del manga para su publicación en inglés.

### Anime
El 18 de agosto de 2023 se anunció una adaptación de la serie de televisión de anime. Será producida por Studio Kai y Hornets y dirigida por Kazuya Iwata, con guiones escritos por Tōko Machida, diseños de personajes a cargo de Kenichi Ōnuki y música compuesta por Satoshi Hōno y Ryūnosuke Kasái. La serie se estrenó el 7 de enero de 2024, en AT-X y otras redes. El tema de apertura es «Another Birthday» de Shun'ichi Toki, mientras que el tema de cierre es «Kienai» de The Binary. Crunchyroll obtuvo la licencia de la serie fuera de Asia. Muse Communication obtuvo la licencia de la serie en el sur y sureste de Asia.